# Daniel Soula
Pour les articles homonymes, voir Soula.
Daniel Jean-Baptiste Soula, né le 5 février 1906 à Ganac et mort le 15 février 2001 à Levallois-Perret, est un homme politique français.

## Biographie
Instituteur, secrétaire fédéral de la SFIO pour l'Ariège, Daniel Soula fut élu député de la circonscription de Pamiers le 3 mai 1936. 
En trois tentatives sur différents cantons, il échouera à devenir conseiller général de l'Ariège. 
Malgré son engagement très marqué à gauche, il votera les pleins pouvoirs au maréchal Pétain le 10 juillet 1940, ce qui lui fermera toute carrière politique après la guerre.